# Coaña (villa)
Coaña (oficialmente y en asturiano: Cuaña) es una villa perteneciente a la parroquia de Coaña, en el concejo de Coaña, comarca de Eo-Navia, Principado de Asturias, España.